# Aljaksej Arlou
Aljaksej Arlou (belarussisch Аляксей Арлоў, englisch Alexei Orlov) ist ein belarussischer Handballtrainer. Als aktiver Spieler wurde er im linken und mittleren Rückraum eingesetzt.

## Spielerlaufbahn
Aljaksej Arlou spielte in seiner Heimat für SKA Minsk, mit dem er belarussischer Meister wurde und an der EHF Champions League teilnahm. Arlou kam 1997 nach Deutschland. Mit dem LTV/WSV Wuppertal spielte er in der Saison 1997/98 in der Bundesliga. Anschließend lief er für die SG Solingen, den VfL Eintracht Hagen und bis 2009 für den TuS Ferndorf auf.
Mit der belarussischen Nationalmannschaft nahm Arlou an der Weltmeisterschaft 1995 (9. Platz) teil. Insgesamt bestritt er 28 Länderspiele, in denen er 129 Tore erzielte. Aufgrund von 16 Knieoperationen trat er bereits 1997 aus der Nationalmannschaft zurück.

## Trainerlaufbahn
Nach dem Ende seiner Spielerlaufbahn war Arlou unter anderem beim Oberligisten SSV Nümbrecht und in der Jugend des TuS Ferndorf als Trainer aktiv. Von 2017 bis 2021 war er Assistenztrainer der ersten Männermannschaft in Ferndorf.

## Privates
Arlou hat einen Sohn und eine Tochter. Sohn Maxim ist ehemaliger deutscher Juniorennationalspieler.